# A Macaroni Sleuth
A Macaroni Sleuth è un cortometraggio muto del 1917 diretto da Louis Chaudet.

## Produzione
Il film fu prodotto dalla Nestor Film Company.

## Distribuzione
Il copyright del film - un cortometraggio di una bobina - venne registrato il 13 gennaio 1917. Distribuito dall'Universal Film Manufacturing Company, il cortometraggio uscì nelle sale cinematografiche USA il 22 gennaio 1917.